# Árria
Árria (em latim: Arria), também Árria Maior, foi uma mulher na Roma Antiga que se tornou famosa por seu suicídio.

## História
Sua história é mais conhecida por meio da correspondência de Plínio, o Jovem, na qual ela é mencionada depois que ele teve uma conversa com a neta de Árria,  Fânia. Ela lhe contou muitas histórias de sua avó, tão heroicas, mas não tão conhecidas quanto a maneira como ela morreu.
Árria era casada com o cônsul romano Aulo Cecina Peto. Quando o marido e o filho ficaram gravemente doentes ao mesmo tempo e a criança morreu, ela fez todos os preparativos para o funeral e compareceu pessoalmente, sem que o marido soubesse de nada. Toda a vez que visitava o marido, Árria dizia-lhe que o menino estava melhorando. Quando a emoção ameaçava denunciá-la, ela se desculpava, saía do quarto e, nas palavras de Plínio, "entregava-se à dor", em seguida, retornava para o marido com um comportamento mais calmo.
Peto esteve envolvido na revolta liderada por Escriboniano no Ilírico contra o imperador Cláudio. Escriboniano foi morto e Peto foi levado para Roma de navio. Árria queria embarcar no navio como escrava, o que não lhe foi permitido fazer. Então ela alugou um barco de pesca e nessa pequena embarcação seguiu o grande navio.

Na presença de Cláudio, Árria atacou abertamente a esposa do líder da rebelião, Escriboniano, por fornecer voluntariamente provas à acusação, gritando: 

"Estou a ouvi-la dizer que poderia continuar vivendo após Escriboniano ter morrido em seus braços?"
 Foi esta a frase que alertou a todos sobre sua intenção de morrer ao lado de Peto.
Seu genro, Trásea, tentou convencê-la a viver, perguntando se ela iria querer que sua própria filha se matasse caso ele fosse condenado à morte. Árria insistiu que ela não se oporia caso sua filha (também chamada de Árria) tivesse vivido muitos anos felizes com Trásea assim como ela mesma tinha vivido com Peto.

Essa resposta aumentou a ansiedade dos parentes e ela foi observada com mais atenção. Percebendo isso, Árria disse que eles não poderiam impedi-la de se matar. Enquanto falava, pulou da cadeira e bateu a cabeça com grande força contra a parede, caindo inconsciente. Quando voltou a si, disse: 
"Eu disse a vocês que encontraria uma maneira difícil de morrer se vocês me negassem uma maneira fácil".
Quando o marido hesitou em se suicidar, Árria pegou a adaga, enfiou-a no peito e devolveu-a ao marido com as palavras "Paete, non dolet" ("Peto, não dói."). Mas naquele momento, enquanto falava e agia assim, havia fama e imortalidade diante de seus olhos, e acho que foi um feito ainda mais nobre para ela, sem buscar qualquer recompensa de glória ou imortalidade para conter as lágrimas, para esconder sua dor, e, mesmo quando seu filho estava perdido para ela, para continuar a representar o papel de mãe.

## Legado
A morte de Árria e Peto foi representada muitas vezes nas artes visuais. Benjamin West criou uma pintura Paetus and Arria em 1766, Joseph Nollekens criou a escultura do grupo Paetus and Arria em 1771 e Jean Baptiste Philippe Emile Bins criou uma pintura Arria und Pätus em 1861.
Exemplos de uma representação musical são: Paetus und Arria. Ein Singstück de Christian Friedrich Daniel Schubart e Pasquale Anfossi, de 1786 e William Shields Arria to Pætus. [Canção.] With an Accompanyment for a Harpsichord or Piano Forte. The Words by Mr. Holcroft. [Londres], 1786.
A história também inspirou alguns autores. Aulo Pérsio Flaco escreveu alguns versos que não sobreviveram, e Marcial escreveu um epigrama que Ewald Christian von Kleist traduziu para o alemão. Outras representações literárias são:
- Marie-Anne Barbier: Arrie et Pétus. In: Tomyris. Arrie et Petus. Le Cid. Barbou, Paris 1707 (Tragédia francesa).
- Johann Heinrich Merck: Pätus und Arria, eine Künstler-Romanze. Perrenon, Freistadt am Bodensee 1775.
- John Nicholson: Paetus and Arria. A tragedy, in five acts. Lackington, Allen, and Co. [u. a.], Londres 1809 (Tragédia em cinco atos).
- Josef Wenzig: Arria a Pätus. Historicky obraz v 5 jedn. Kober, Prag 1872 (Imagem histórica em cinco atos).
- Józef Kościelski: Arria. Paszkowski, Cracóvia 1874 (Tragédia polonesa em três atos).

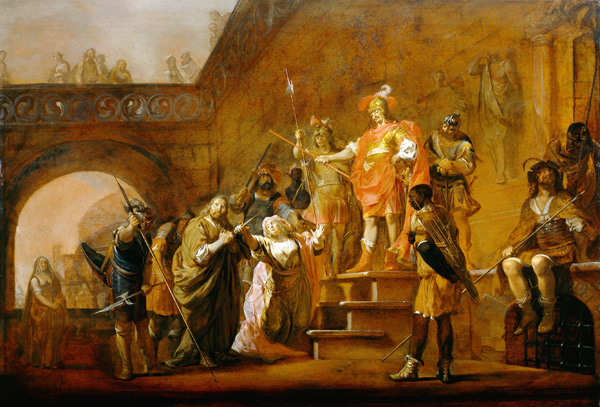
Arria und Paetus (pintura Nicolaus Knüpfer, antes de 1655)
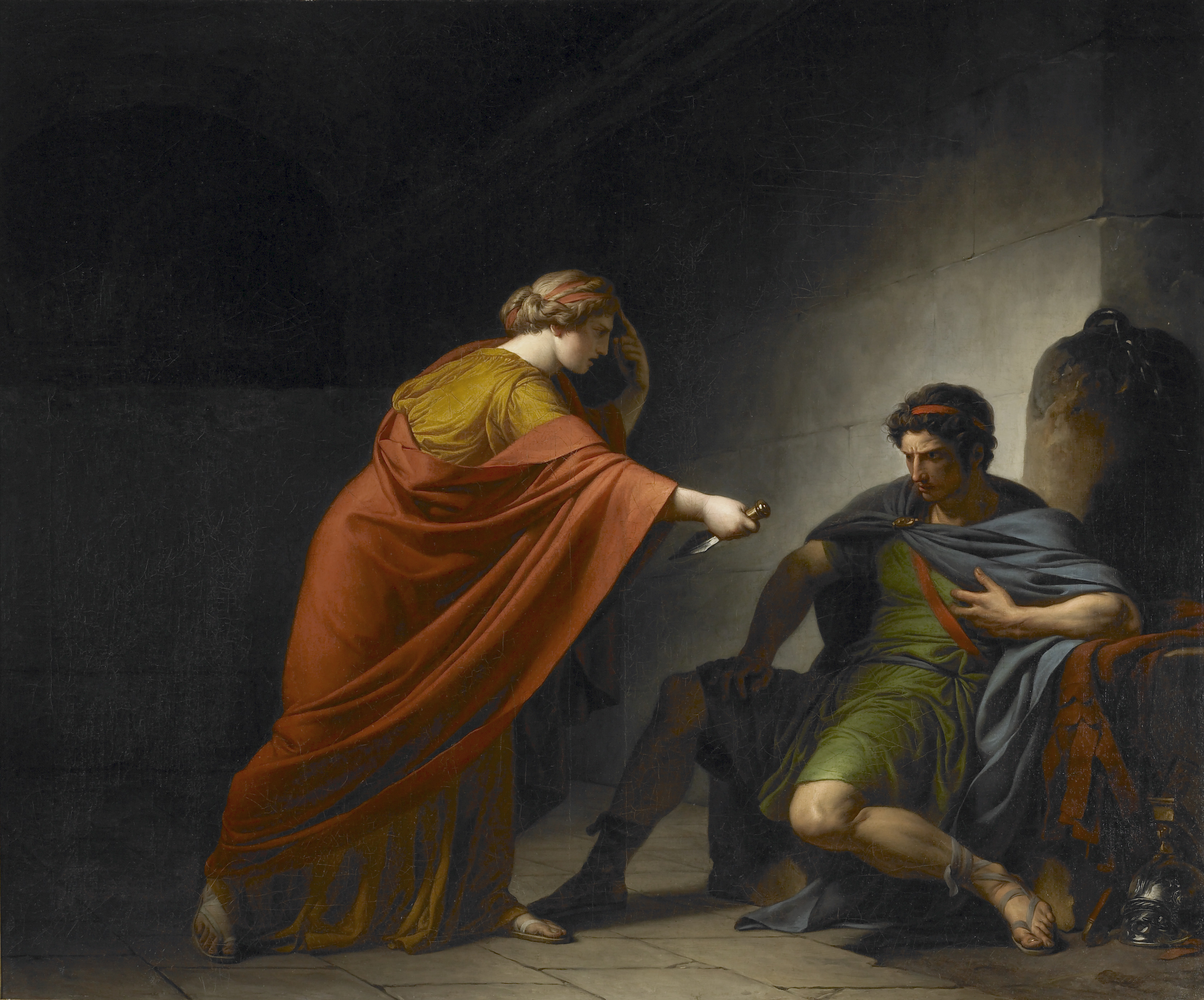
Arria and Paetus (pintura de François-André Vincent, 1784)
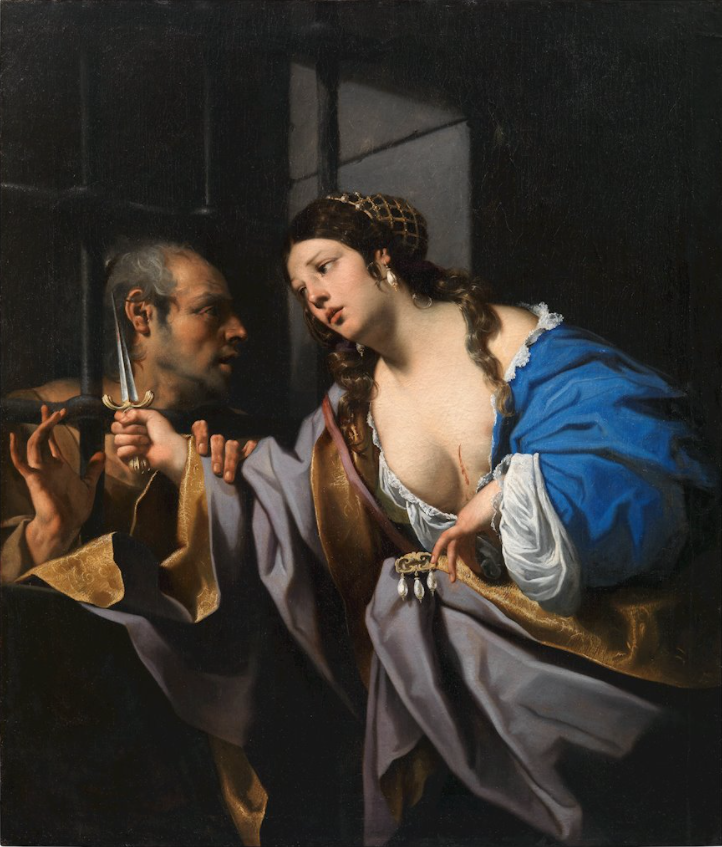
Árria e Peto (pintura de Luca Ferrari, chamado Luca da Reggio, 1645)
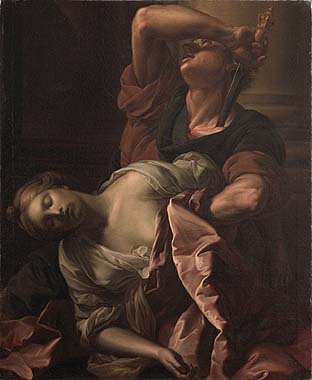
La Mort de Paetus (pintura de Antoine Rivalz, antes de 1735)
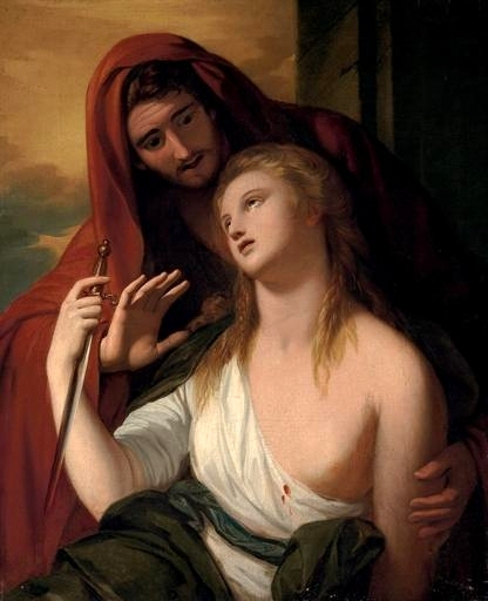
Paetus and Arria (pintura de Benjamin West, 1773)
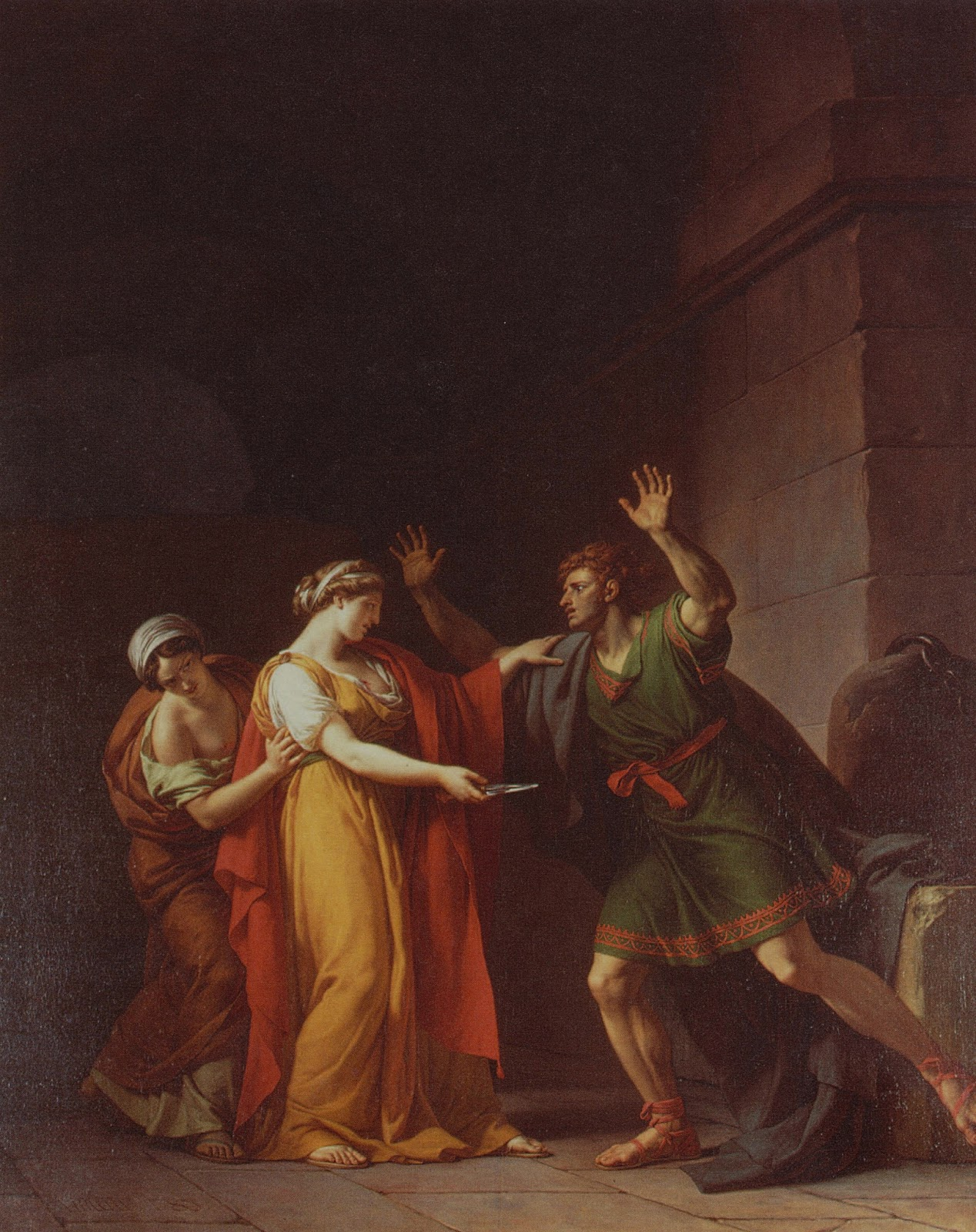
Arria und Paetus (pintura de François Vincent, 1785)
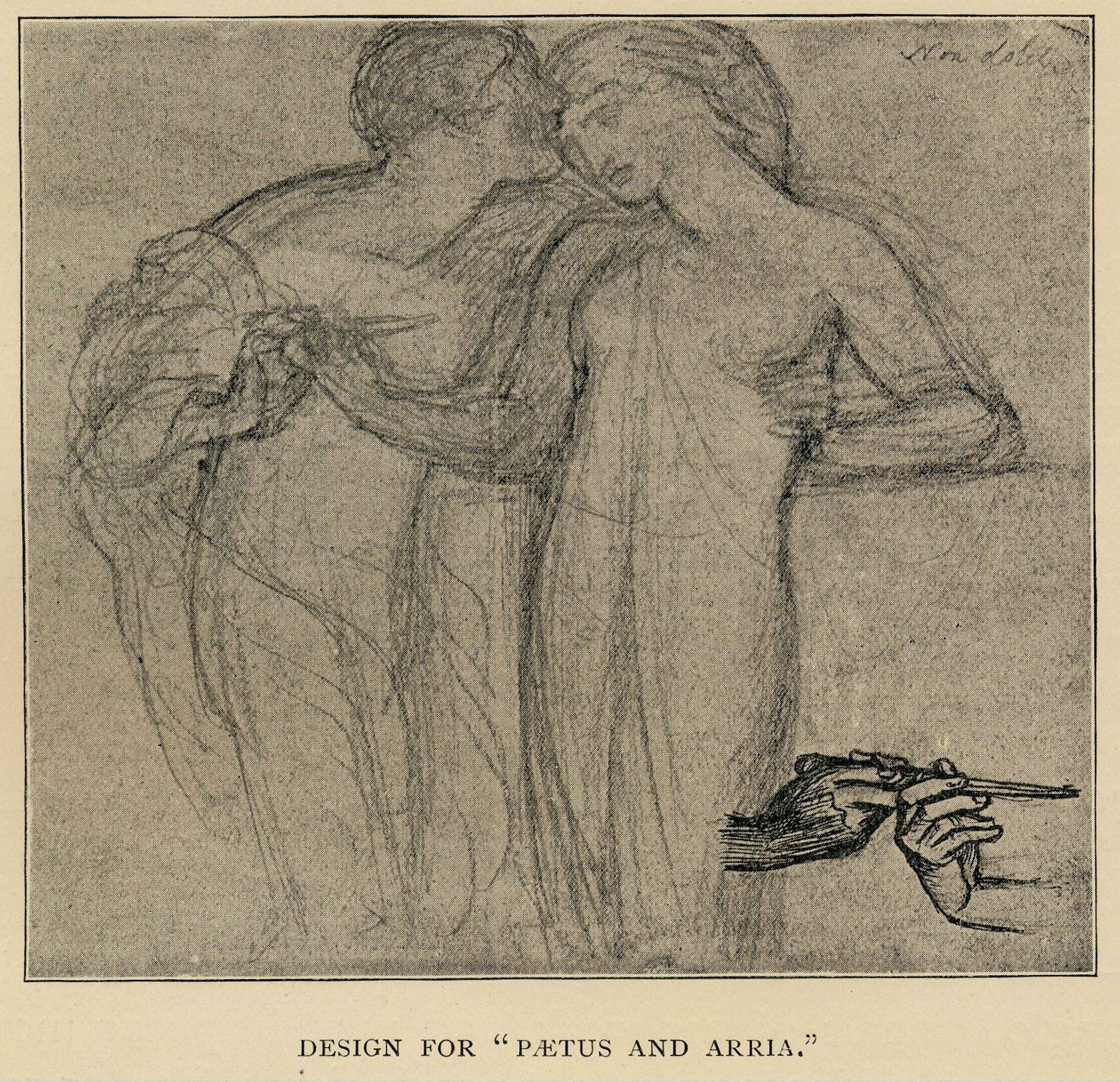
Arria and Paetus (esboço de Dante Gabriel Rossetti, 1872)